# ダヴォル・ヨジッチ
ダヴォル・ヨジッチ（Davor Jozić、1963年9月22日 - ）は、ボスニア・ヘルツェゴビナ（旧ユーゴスラビア）の元サッカー選手。ポジションはディフェンダー。

## 経歴
FKサラエヴォでレギュラーを務め、イタリアのチェゼーナFCでも主力を担ったセンターバック。ユーゴスラビア代表では1984年から1991年までの27試合に出場した。